# Kurator (film)
Kurator (ang. The Parole Officer) – brytyjska komedia kryminalna z 2001 roku.

## Fabuła
Simon Garden, niezbyt rozgarnięty kurator sądowy, prowadzi sprawę młodej dziewczyny. Przy okazji poznaje Emmę, uroczą policjantkę. Realizując powierzone zadanie Simon staje się przypadkowo świadkiem morderstwa, popełnionego przez inspektora Burtona, policjanta powiązanego ze światem przestępczym. Inspektor i jego wspólnicy postanawiają zrzucić winę na kuratora.

## Główne role
- Steve Coogan  – Simon Garden
- Om Puri – George
- Steven Waddington –  Jeff
- Ben Miller –  Colin
- Emma Williams – Kirsty
- Stephen Dillane –  Inspektor Burton
- Lena Headey – Emma
- Justin Burrows –  Mills
- John Henshaw –  Cochran
- Omar Sharif –  Victor
- Jenny Agutter – Sarah, żona Victora
- Richard Sinnott – Szef banku